# مايلز إم. أوبراين
مايلز إم. أوبراين (بالإنجليزية: Miles M. O'Brien)‏ هو مصرفي أمريكي، ولد في 1852، وتوفي في 22 ديسمبر 1910.